# Список сортів яблук
Виведено близько 7500 сортів яблуні культурної.

## А
| Сорта яблуні | Фото | Отриманий шляхом | Походження  | Синонім       | Джерело                              |
| ------------ | ---- | ---------------- | ----------- | ------------- | ------------------------------------ |
| Адамс Пармен |      |                  | 1826 Англія | Норфолк Пепін | Engelbrecht (1889), Nr. 468, S. 520. |

## Г
- Гала (яблука)
- Голден делішес
- Граймз голден
- Гренні Сміт
- Грушівка московська

## Е
- Елгавас васарас[3]
- Ефремовское

## К
| Сорта яблуні             | Фото | Отриманий шляхом                                    | Походження              | Синонім    | Джерело |
| ------------------------ | ---- | --------------------------------------------------- | ----------------------- | ---------- | ------- |
| Кальвіль Адерслебенський |      | Weißer Winterkalvill × (vermutlich) Графенштейнське | 1865 Клостер Адерслебен | Адерслебер |         |

- Кальвіль краснокутський
- Сніговий кальвіль
- Кальтерербемер
- Канвіль червоний[3]
- Кандиль Синап
- Квінті
- Кід Оранж Ред
- Кінг Давід
- Конфєтноє (сорт яблук)
- Королева Франції
- Кортланд
- Крапес цукуриньш[3]
- Краса Свердловська
- Краса степу
- Красуня Саду
- Красиве
- Кримське зимове
- Кримське

## Л
- Лігол

## М
- Марина
- Макінтош (сорт яблук)
- Малиновий делішес
- Мантет (сорт яблук)
- Мелба (сорт яблук)
- Монтуан
- Морспур
- Муцу (сорт яблук)

## Н
- Налив Амурський
- Налив білий
- Налив рожевий

## П
- Пальметта
- Пам'ять Мічуріна
- Паперівка
- Папіровка Рання
- Пармен зимовий золотий
- Пепінка Золотиста

## Р
- Ренет оранжевий Кокса
- Ренет Симиренка
- Ренет Татарський
- Ренет Черненко
- Ренет шампанський
- Ред Делішес

## С
- Серинка[3]
- Слава переможцям
- Сніжок
- Сонцедар
- Спартак

- Спартан
- Старкримсон

## Т
- Топаз

## Х
- Харківське (сорт яблук)

## Ц
- Целміню дзелтенайс[3]

## Ч
- Чара
- Челліні
- Чемпіон (сорт яблук)
- Черкаське урожайне
- Чорноморське
- Чулановка

## Ш
- Шаропай
- Шафран зимовий
- Шафран саратовський
- Шафранне

## Ю
- Юний натураліст

## Я
- Яндиківське
- Янтарка Алтайська
- Янтарне
- Янтар